# Finstrimmig mestimalia
Finstrimmig mestimalia (Mixornis gularis) är en asiatisk fågel i familjen timalior med vid utbredning från Nepal till Filippinerna och Indonesien.

## Utseende
Finstrimmig mestimalia är en liten (11–14 cm) timalia men med kraftig näbb. Ovansidan är brun med kastanjebrun hjässa, undersidan ljusgul med fina svarta strimmor på bröstet. Ögat är gult, dock ej så synligt i nominatformen.

## Utbredning och systematik
Finstrimmig mestimalia delas in i 14 underarter i två grupper med följande utbredning:
- Mixornis gularis woodi – sydvästra Filippinerna (Balabac och Palawan)
- gularis-gruppen
  - Mixornis gularis rubicapilla – låglandet i östra Nepal till nordöstra Indien och nordligaste Myanmar
  - Mixornis gularis ticehursti – västra Myanmar (Upper Chindwin District till Arakan)
  - Mixornis gularis sulphureus – södra Kina (sydvästra Yunnan) till östra Myanmar och norra platån i Thailand
  - Mixornis gularis lutescens – södra Kina (sydöstra Yunnan) till norra och östra Thailand, Laos och Tonkin
  - Mixornis gularis saraburiensis – östra Thailand och västra Kambodja
  - Mixornis gularis kinneari – centrala Vietnam
  - Mixornis gularis versuricola – östra Kambodja och södra Vietnam
  - Mixornis gularis connectens – kustnära områden vid Gulf of Siam (Kranäset till Kambodja)
  - Mixornis gularis inveteratus – kustnära holmar utanför sydöstra Thailand och Kambodja
  - Mixornis gularis condorensis – Pulau Kundur[förtydliga] (Sydkinesiska havet)
  - Mixornis gularis archipelagicus – Merguiarkipelagen (utanför sydvästra Myanmar)
  - Mixornis gularis chersonesophilus – Malackahalvön (Kra till Perak och Trengganu)
  - Mixornis gularis gularis – södra Malackahalvön, Sumatra, Banjak Islands, Kepulauan Batu, Lingga och Riauöarna

Underarten chersonesophila inkluderas ofta i connectens.
Vissa behandlar grovstrimmig mestimalia (Mixornis bornensis) som en del av finstrimmig mestimalia. Å andra sidan föreslås att den isolerade underarten woodi utgör en egen art, alternativt istället bör föras till gråmaskad mestimalia.

### Släktestillhörighet
Arten placerades tidigare i Macronus/Macronous (se artikeln om korrekt stavning). Studier visar dock att arterna urskilda i Mixornis står närmare Timalia.

## Status och hot
Arten har ett stort utbredningsområde, men tros minska i antal, dock inte tillräckligt kraftigt för att den ska betraktas som hotad. Internationella naturvårdsunionen IUCN listar arten som livskraftig (LC).